# Mimadjinga flavovittata
Mimadjinga flavovittata là một loài bọ cánh cứng trong họ Cerambycidae.